# Rudolf Schumacher
Rudolf „Rudi“ Schumacher (* 12. April 1908 in Leipzig; † 22. Mai 2011 ebenda) war ein deutscher Geräteturner.

## Leben
Schon in früher Kindheit kam Schumacher mit dem Turnen in Berührung, er wurde bereits 1913 Mitglied im ATV Connewitz. Sein Vater, Paul Schumacher, war ebenfalls Geräteartist. Als Fünfjähriger erlebte er das 12. Deutsche Turnfest und war am 18. Oktober 1913 Zeuge der Einweihung des Völkerschlachtdenkmals in seiner Heimatstadt. Nach Beendigung der Schule erlernte er zunächst den Beruf des Tischlers. Dem Turnen treu geblieben, nahm Rudi Schumacher 1928 erstmals selbst am Deutschen Turnfest in Köln teil. Er schaffte 1935 den Sprung in die Deutschland-Riege und nahm an drei Deutschen Meisterschaften teil. Zu Beginn des Zweiten Weltkrieges wurde Schumacher eingezogen und in Frankreich stationiert, zunächst in einer Wachkompanie in Montpellier, wo er weiterhin Trainingsmöglichkeiten hatte. Doch nach kurzer Zeit musste auch er an die Front. Am dritten Tag seines Einsatzes wurde er schwer verwundet, erlitt zwei Bauchschüsse und einen Oberarmdurchschuss. Schumacher geriet dann in amerikanische Gefangenschaft und kam erst ein Jahr nach Kriegsende wieder nach Leipzig. Nach langer Regeneration kehrte der mittlerweile 41-Jährige an die Geräte zurück und nahm noch an zahlreichen Wettkämpfen teil, so zum Beispiel beim Städtevergleich Hamburg-Berlin-Leipzig (an diesem Vergleichswettkampf nahm er in seiner aktiven Zeit insgesamt 23 Mal teil), wo er noch mit 50 Jahren einen letzten Kammgriff-Salto machte. Fortan arbeitete er vor allem als Trainer, unterrichtete aber auch an der Deutschen Hochschule für Körperkultur in Leipzig.
Rudolf Schumacher war erster Cheftrainer des SC DHfK Leipzig und feierte eine Reihe von Erfolgen. So gewannen Erwin Koppe, Siegfried Fülle und Klaus Köste zwischen 1950 und 1972 14 Mal in Folge den nationalen Mehrkampftitel. Zu den von ihm trainierten Sportlern zählten weitere Medaillengewinner bei Olympischen Spielen, Welt- und Europameisterschaften und DDR-Meisterschaften wie Matthias Brehme, Frank Tippelt, Karlheinz Friedrich und Fritz Böhm.